# Multinacional

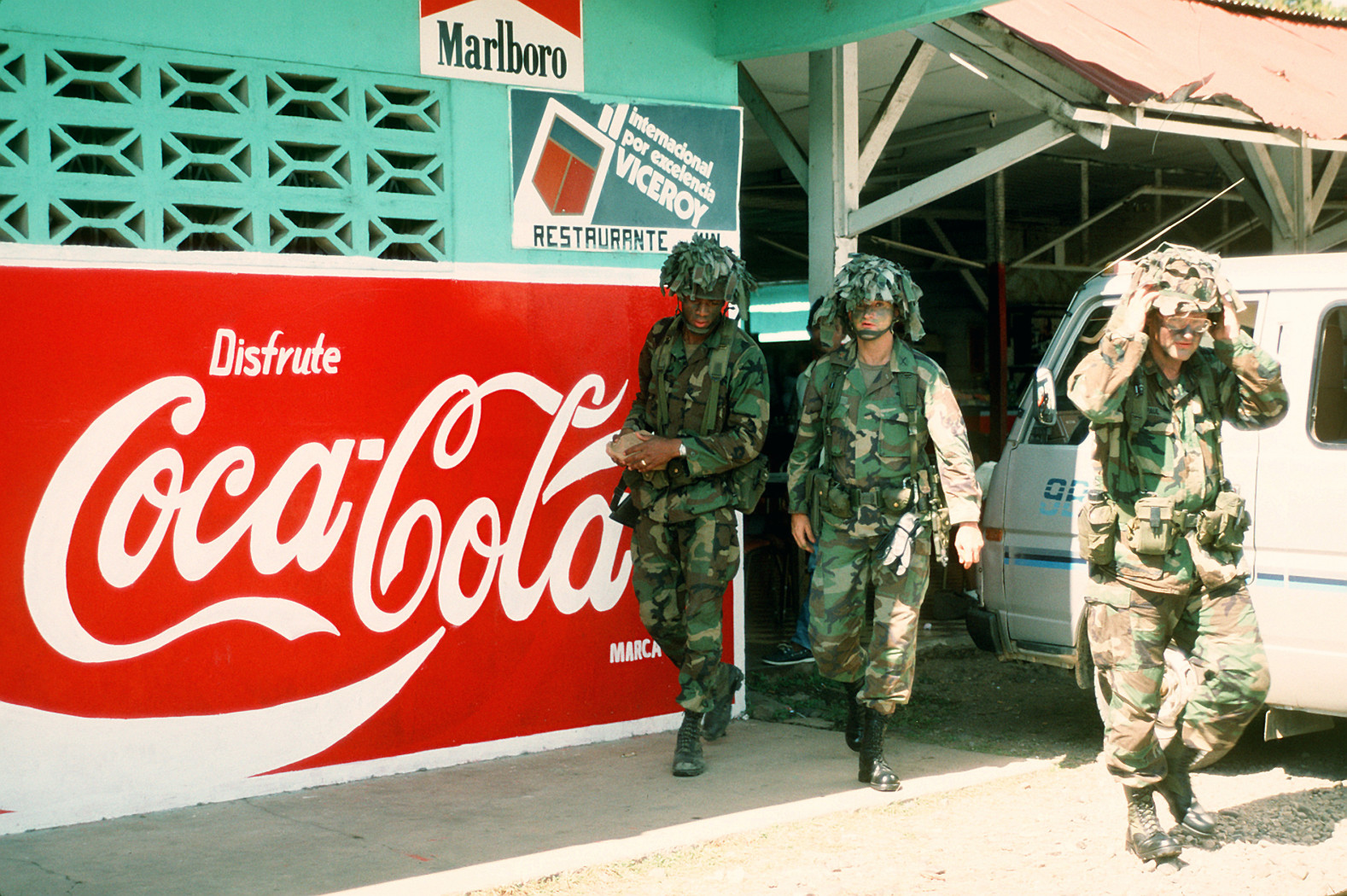
Soldados del 7.º batallón de infantería durante la Invasión estadounidense de Panamá, junto a anuncio publicitario de Coca-Cola, ejemplo de una multinacional integrada verticalmente.

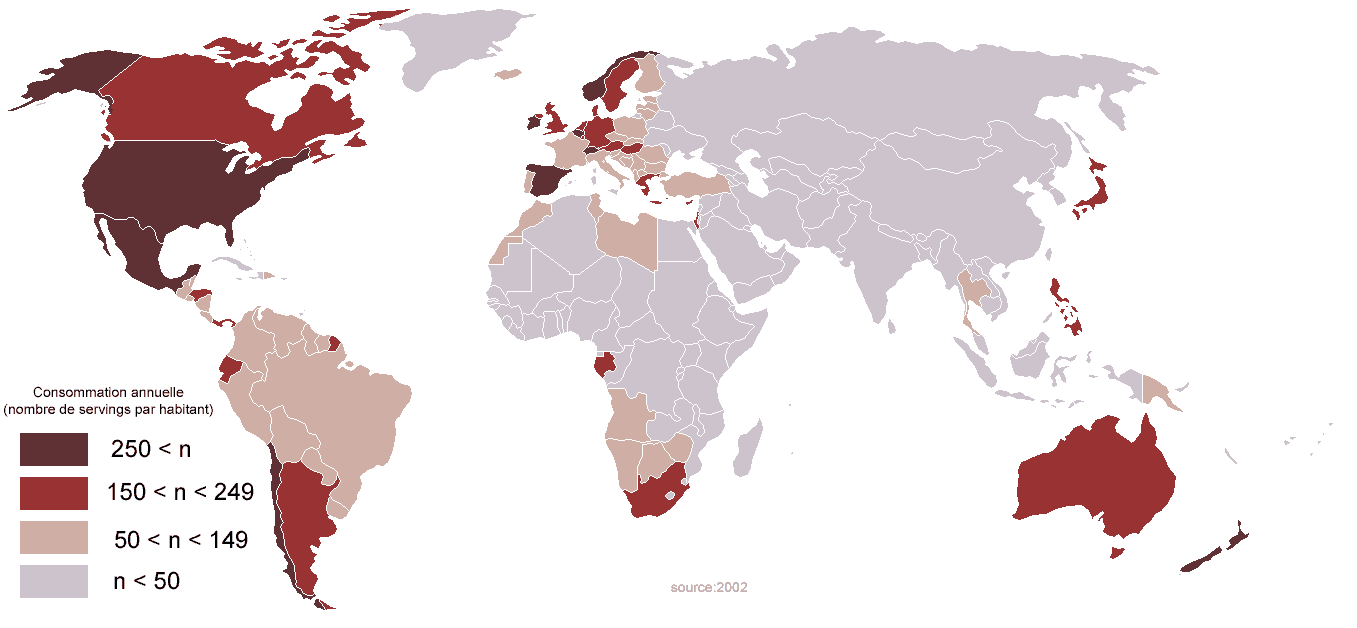
Mapa del consumo anual de Coca-Cola por países.

Una empresa multinacional, internacional o transnacional es aquella cuya empresa matriz fue creada y registrada en un país, pero que cuenta con subsidiarias en diferentes países.
Son también un poderoso agente de globalización. Actúan con estrategia global para obtener el mayor margen de beneficios; compran las materias primas donde les resulta más barato; instalan sus fábricas en los lugares más favorables; y, venden sus productos casi en cualquier punto de la Tierra. Comprendiéndose como la creación de un grupo de empresas a nivel internacional implantadas a través de la economía, la tecnología y la comunicación, cuya finalidad es la captación de nuevos clientes, creando una nueva cultura de comercialización de productos de reconocimiento a nivel universal.
Una empresa doméstica se convierte en multinacional cuando realiza inversión directa en el exterior que organiza jurídica y económicamente a través de unidades empresariales que denominamos filiales o subsidiarias.
El término multinacional debe entenderse en lo que a mercado se refiere, no a la naturaleza de la compañía: de hecho, es habitual que se califique el término multinacionales como engañoso, y se prefiera llamarlas transnacionales, ya que, aunque operen en varios países, el planteamiento de su estrategia y su administración central está generalmente en un solo país.

## Nacimiento e historia de las empresas multinacionales

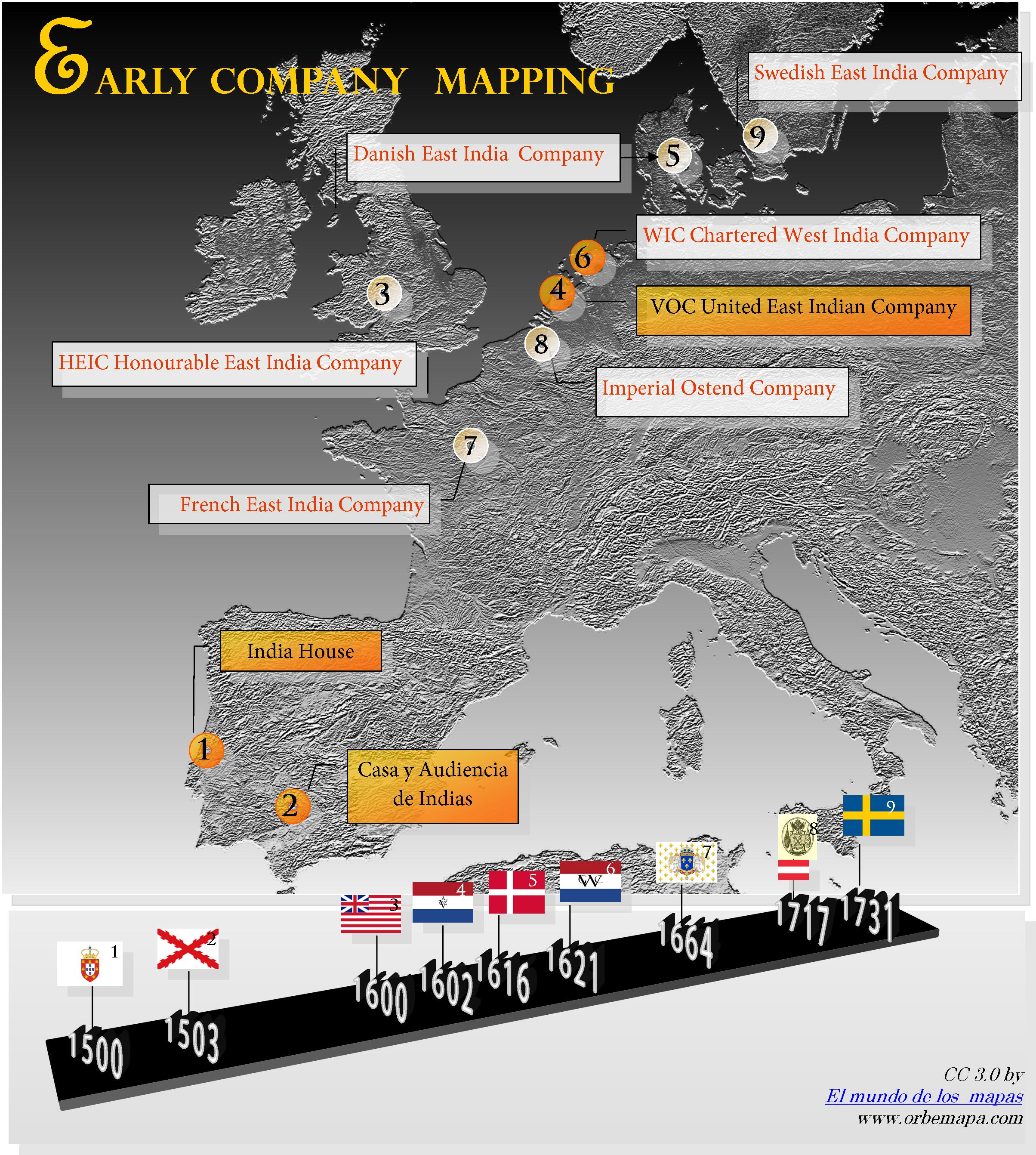
Mapa de las primeras corporaciones coloniales europeas.

Las empresas multinacionales nacieron como consecuencia del proceso de ampliación de los mercados. La primera empresa que puede ser considerada antecedente de las actuales multinacionales fue la Compañía de Moscovia, empresa de origen inglés fundada en Londres en 1555, dedicada al comercio entre Inglaterra y Rusia. Otro precedente se puede encontrar en las compañías de Indias que surgieron en Gran Bretaña, Holanda, Suecia y Dinamarca en el siglo XVII; o, anteriormente, la banca de la familia Rothschild, que se extendió por varios países europeos.
El germen de las actuales empresas multinacionales surgió a finales del siglo XIX, cuando un conjunto de empresas decidieron construir fábricas fuera de sus países de origen. De este modo reducían los costes de transporte y evitaban los fuertes aranceles establecidos a la importación de sus productos.

## Características de las empresas multinacionales

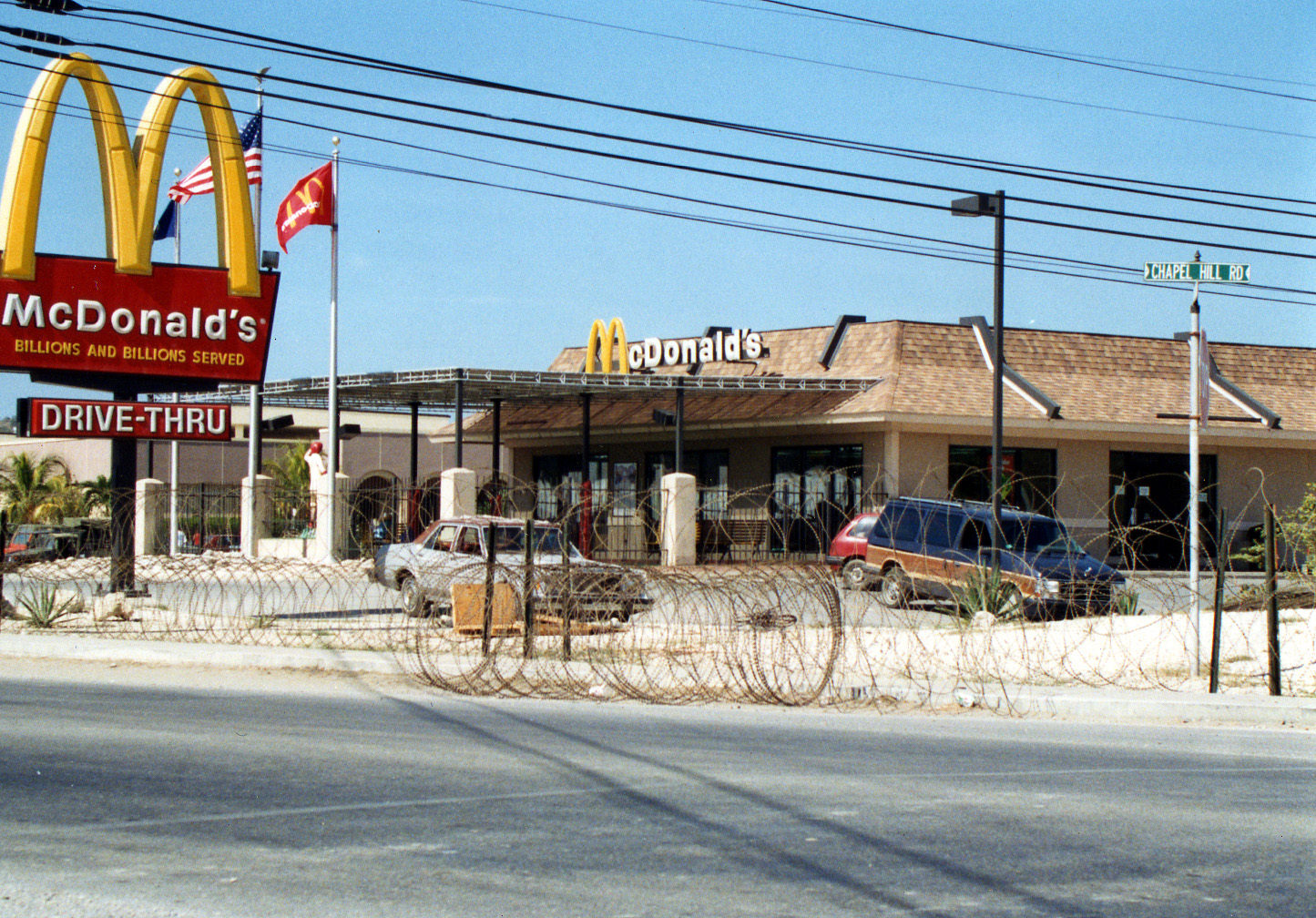
Un restaurante McDonald's en la base de Guantánamo, Cuba, ejemplo de una multinacional integrada horizontalmente.

Mapa de las sucursales de McDonald's en el mundo.

Las principales características de este tipo de empresas, son las siguientes:
- Se extienden en todo el globo. Sus propietarios llevan sus productos o servicios a cualquier territorio, abriendo nuevas sucursales incluso en varios continentes, fuera del de su origen.
- Poseen plantas en todo el mundo y trabajan con importantes cantidades de productos.
- Utilizan nuevas tecnologías, organización industrial, mercadotecnia y publicidad.
- Son fuertes inversores en investigación y desarrollo para las comunidades.
- Tienen un conocimiento profundo de las estructuras y funcionamiento de los mecanismos políticos de los países donde están implantadas.
- Crecen habitualmente a través de fusiones y adquisiciones.
- Sus productos no son terminados en la misma planta en la cual inician; lo transportan a otra planta en otro continente para ser finalizado, y se comercializan en otro sitio.

## Las multinacionales y la competencia
El comentador más conocido acerca del origen y consecuencias de las multinacionales es el economista canadiense John Kenneth Galbraith, quien desde 1967 proclamó que la elevación a la primacía de este tipos de empresas a partir de las Segunda Guerra Mundial tiene profundas implicaciones económicas, sociales y políticas.
Entre otras, él postula que las multinacionales superan el problema del riesgo, central a las empresas tradicionales, lo que logran principalmente con las ventajas que poseen, por un lado, al estar en posición de obtener contratos de largo plazo en el área tanto de compraventa (incluidos con sindicatos) como de relaciones con países y, por el otro, al expandir sus actividades al sector financiero.
A consecuencia de lo anterior, la libre competencia, tal como se concibe en las concepciones clásicas, deja de existir y se transforma en una situación que es, quizá, de competencia imperfecta. Por ejemplo, una condición de la competencia verdadera es la información adecuada e independiente. Sin embargo, las empresas multinacionales distorsionan esa información a través del control de la publicidad, que se extiende entonces a la producción de líneas completas de revistas o periódicos.
Sin duda, algunas de las empresas anteriores o clásicas llegaron a ser muy grandes y se extendieron a diversos países o regiones, pero en las empresas clásicas como las fundadas por John D. Rockefeller, Cornelius Vanderbilt, Andrew Carnegie o Rothschild, el propietario era quien tomaba las decisiones. Esa situación empieza a cambiar en las dos primeras décadas del siglo veinte; ya en 1911 Joseph Alois Schumpeter hace referencias a la importancia que asume lo que se podría llamar el empresario profesional, quien es, en palabras del propio Schumpeter, “el individuo que asume riesgos económicos no personales”.
Adam Smith tenía una visión muy crítica de tal situación. Para él, el riesgo y la recompensa era una cuestión entre individuos que se encuentran en el libre mercado. ¿Cómo podrían esos individuos competir libremente si delegan su representación a otros? En realidad, ¿cómo puede haber libre competencia si los propietarios de algún bien o servicio (desde el trabajo al capital) se agrupan a fin de compartir o disminuir el riesgo? Esa situación simplemente es una distorsión del mercado[cita requerida].
Galbraith apunta otra consecuencia del surgimiento del empresariado profesional, consecuencia que sigue directamente de la percepción clásica del comportamiento económico de los individuos. Ese empresariado procederá inevitablemente a la persecución de sus intereses -tanto como individuos como grupo. De la misma manera que otros individuos o grupos buscan manipular el mercado a fin de beneficiarse, estos empresarios buscarán hacerlo. Smith mismo previó la situación: los accionistas -que son los que en términos de Smith asumen el riesgo económico- sólo recibirán “lo que los directores consideren apropiado darles”. Acerca de “los directores” dice que “sin un privilegio de exclusividad … generalmente han manejado mal la empresa. Y, con ese privilegio, la han manejado mal y también la han restringido”.
Mucho se ha escrito sobre el carácter y papel del “entrepreneur”. En general aquellos que se consideran partidarios del capitalismo y liberalismo (en sus versiones clásicas o neo) olvidan ese aspecto de la posición tanto de Smith, Schumpeter y otros para concentrarse en otra parte del análisis schumpeteriano: el entrepreneur como innovador (ver emprendedor). Si bien es cierto que Schumpeter identifica ese gerente profesional como un innovador, no es menos cierto que esa innovación no es necesariamente favorable a los inversionistas o a la sociedad en general porque, como Galbraith apunta, no está ni puede estar motivada por el mejor deseo por otros, sino el personal. En una sociedad donde todos persiguen el interés personal, no se puede esperar que quienes controlan las empresas sean la excepción, sean los que están motivados por el bien de otros.
Que el empresariado profesional manipule las empresas y el mercado para ganancia personal no es solo una cuestión moral o legal. Más allá de casos extremos -como el de Enron - el problema se centra en la percepción smithiana de mal manejo y restricción de la empresa. En ese sentido es ejemplo el caso de IBM, una de las primeras multinacionales modernas, la cual partiendo de una fuerte posición en el mercado llegó casi a la bancarrota a los fines del siglo XX (en 1993 IBM anuncio lo que era perdida más grande en la historia de ese país hasta esa fecha: US$ 4.97 mil millones en 1992), situación que se debió al fenómeno previsto por Galbraith: proliferación de la burocracia en la forma de más y más capas de gerentes: se dice que IBM llegó a tener más de diez gerentes por empleado que trabajaba, Al mismo tiempo, esas capas se transformaron en un verdadero freno a la innovación: cada capa necesitaba hacer un análisis antes de recomendar una acción al nivel superior. El resultado fue que meses pasaban antes que una propuesta llegara al nivel que realmente podía decidir. Y cuando se llegaba a ese nivel, sucedía que empresas competidoras ya habían implementado o incluso superado la innovación.
Sin embargo, no se puede negar que una característica central a toda empresa -desde el periodo clásico en adelante- es la planificación de la producción presente en relación con el mercado futuro. Es esa planificación, complementada por su control del mercado, la que en gran medida ha estado detrás del éxito y auge de las internacionales y que esa planificación se ha beneficiado enormemente de la introducción de un sistema de gerencia profesional.
En ese sentido, y considerando quizá la experiencia de su empresa, es que Sam Palmisano, gerente general de IBM, ha propuesto que el desarrollo lógico (facilitado por la tecnología) sería una “empresa integrada a nivel mundial”, En esta visión, los servicios de back office (administración y gerencia, etcétera) podrían estar ubicados en cualquier lugar en el que sea conveniente. Aquellos servicios o funciones que no pueden ser centralizados pueden ser subcontratadas o ‘externalizadas’, por ejemplo, IBM en lugar de tener una serie de sistemas de transporte (por región, área de producción, etc) tiene ahora un solo sistema, traspasando mucha de la actividad anterior a empresas que se especializan en el transporte.
De llegar tales empresas integradas mundialmente a hacerse una realidad, significaría quizá el corte final de la relación de una empresa a un país determinado: los centros administrativos y de producción podrían situarse donde sea que tales servicios sean “más económicos” (o crecientemente, a ser “externalizados” a otras empresas, multinacionales o no, especializadas en proveerlos). Las investigaciones y desarrollos podrían ser llevadas a cabo en universidades y otros centros intelectuales dispersados a través del mundo y el “centro ejecutivo” para propósito de ingresos e impuestos podría estar en un paraíso fiscal mientras los gerentes podrían vivir donde les guste y “reunirse” a través de Internet.
Eso nos deja con el aspecto de la propiedad de la empresa. Y en relación con esto hay otro aspecto del cambio que no se ha considerado a menudo, el desarrollo que está significando que “el capitalista” clásico se transforme cada día más en una especie en peligro de extinción. Por ejemplo, China anunció recientemente un fondo de inversiones “soberano” (es decir, del estado) que consiste de entre 200 y 300 mil millones de dólares americanos Mientras ese es el más reciente de los grandes, no es el mayor, otros “fondos soberanos de inversión” (Sovereign Funds en inglés) lo superan ampliamente: el de los Emiratos Árabes Unidos tiene 675 mil millones de dólares. Uno de los de Singapur consiste de 330 mil millones de dólares, el de Arabia Saudita y el de Noruega 300 mil millones cada uno, etc Se calcula que para el 2010, esos fondos tendrán en conjunto 17 billones hispanos (trillones en el sistema de EE. UU.) de dólares, lo suficiente como para comprar todas las empresas de EE. UU. en existencia
El fondo de Noruega hace otro punto interesante, se llama “Government Pension Fund” y nos recuerda que en estos momentos los inversionistas privados más numerosos y poderosos son los trabajadores y sus fondos de jubilación, ya sea administrados por el Estado (como en el caso de Noruega) o por ellos mismos o a través de empresas privadas. Esos “fondos de jubilaciones” poseían en común, un poco antes del 2005, la cifra de seis trillones de dólares americanos (millones de millones, o billones hispanos)
Mirando a lo anterior se podría quizá concluir que el llamado del alemán Marx a que los trabajadores controlen los medios de producción (a través del Estado como una primera fase) se está transformando en realidad de una manera imprevista no solo por sus seguidores. Igualmente sorprendente es el aparente entusiasmo con que los “emprendedores” o los que consideran sus representantes por excelencia abrazan o por lo menos no rechazan esta “intervención estatal”. Pero es aquí que la observación de Galbraith acerca de la importancia de la nueva diferencia entre accionistas y gerencia se percibe en su totalidad. No es solo que estos nuevos administradores manipulen los mercados y decidan por sí mismos si es que y cuál será la recompensa que otorgarán a los que asumen el riesgo, es que junto a ese control, las empresas adquieren la influencia y poder político que antiguamente poseían los propietarios del capital. Donde anteriormente la empresa capitalista oprimía al proletariado, hoy la multinacional, sugiere Galbraith, oprime a todos los habitantes, en sus roles de trabajadores, consumidores, accionistas y, crecientemente, como ciudadanos[cita requerida].

## Clasificación

### Según su estructura
De acuerdo a su estructura, las empresas multinacionales pueden ser clasificadas en:
- Corporaciones integradas horizontalmente: Tienen bases de producción en diferentes países pero producen el mismo o muy similar producto. (Ejemplos McDonald's, United Fruit Company, BHP Billiton y Mercadona).
- Corporaciones integradas verticalmente: Principalmente producen en ciertos países bienes intermedios, que sirven de abastecimiento para la producción final en otros países. (Ejemplo: Timex, General Motors, Adidas y Nutella)
- Corporaciones diversificadas: Producen diferentes bienes o servicios en diferentes centros de producción a nivel internacional. Por ejemplo, Alstom; Altria Group; Novartis (productora de medicinas y otros productos químicos, alimentos, pesticidas, semillas, etc.). y Samsung (no solo productos electrónicos pero también industria pesada, entretenimientos, servicios comerciales y financieros, venta al público, etc.).

### Según su grado de descentralización
Según la tipología de Howard Perlmutter, las empresas multinacionales se pueden clasificar en:
- Etnocéntrica: con una fuerte centralización en el país de origen de la empresa y una estructura exterior bastante sencilla. Todas las decisiones importantes son tomadas en la casa matriz.
- Policéntricas: Se busca descentralizar, transfiriendo un mayor grado de libertad a las filiales.
- Geocéntricas: La descentralización se lleva al máximo, de manera que cada filial desarrolla su propia política.

## Defensores
Los seguidores de este tipo de compañías argumentan que el establecimiento de estas en un país determinado contribuye con la ocupación de personas del país en el cual se establecen; es decir, generan empleo para muchos trabajadores de este lugar.
De la misma forma, estas empresas multinacionales también deben enfrentar la competencia de otras multinacionales o de empresas locales fuertes en los mercados en los cuales venden sus productos. Esta competencia requiere que estas compañías respondan a las necesidades y exigencias de los mercados locales sin perder eficiencia a nivel mundial, haciendo que inviertan recursos en investigación y busquen avances tecnológicos, administrativos y productivos con los cuales puedan obtener beneficios. Al aplicar estas tecnologías y conocimientos, se produce una transferencia de estos a los países en los cuales hacen presencia tales empresas.

## Crítica

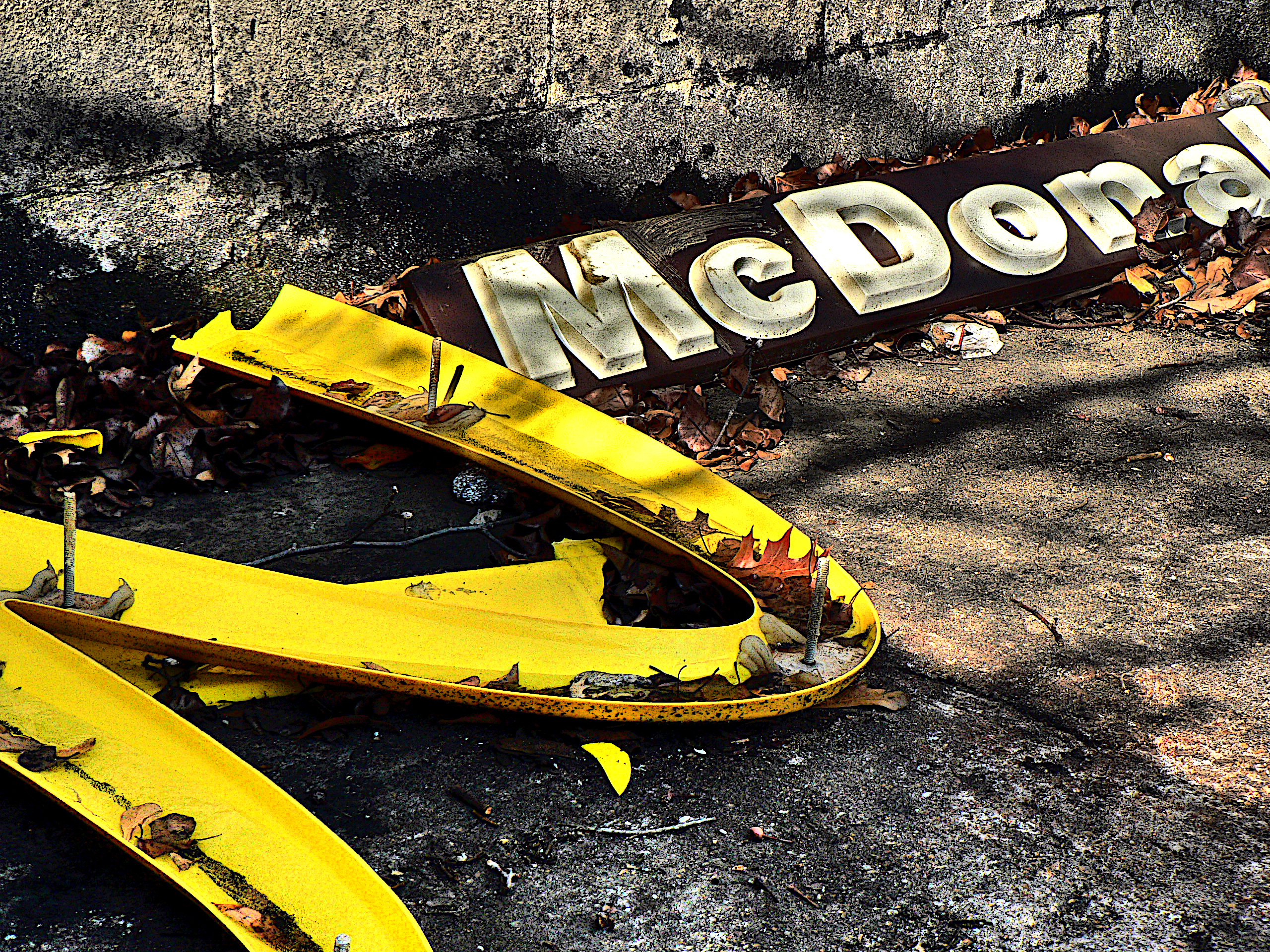
Arcos de McDonald's caídos.

Los críticos de las compañías multinacionales, por su parte, argumentan que estas compañías se convierten en explotadoras y agresivas en su política en los países en los que se encuentran, pues a menudo se ubican en países en los cuales los salarios de los trabajadores son bajos y sus derechos laborales son mínimos, lo que hace que los costos de los productos sean menores.
Mientras que los defensores argumentan que las empresas transnacionales son la auténtica esencia de la economía global y que son cruciales para el progreso de las poblaciones de un mundo en desarrollo (ver Consenso de Washington), los críticos piensan que su existencia enriquece a un reducido grupo de personas a costa de la destrucción de la competencia y la explotación de sus trabajadores.
Las empresas transnacionales emplean solo un 3% de la fuerza mundial (y menos de la mitad de estos empleados está en el Sur). En aquellos sitios en los que son, la contienda entre gobiernos para atraer las inversiones de las transnacionales ha provocado una caída espectacular de las condiciones laborales, dando paso a una precariedad que ha perjudicado los derechos de los trabajadores. Y mientras que las grandes corporaciones utilizan su inmenso poder de compra y de acción para tomar las riendas de los mercados locales, las compañías locales son literalmente barridas de la escena.
Algunos ejemplos de esta explotación es la destrucción de ecosistemas completos por parte de grandes corporaciones mineras y petroleras, los miles de personas muertas en desastres como el de Bhopal, en India.
Diversas organizaciones, sindicatos, partidos y ONG llevan a cabo diferentes campañas contra los abusos de esas corporaciones industriales. En Internet destaca como modo de acción el ciberactivismo.
Estos son algunos de los pros y los contras de las empresas multinacionales, las cuales, a pesar de las grandes críticas, son un fenómeno que se hace cada vez más fuerte a nivel mundial.